# Woodhouses, Oldham
Woodhouses är en by i unparished area Failsworth, i distriktet Oldham, i grevskapet Greater Manchester, i England. Byn är belägen 8 km från Manchester. Byn hade 1 094 invånare år 2021. Woodhouses var en civil parish 1894–1954 när blev den en del av Failsworth och Oldham. Civil parish hade 677 invånare år 1951.